# Dhivehi Rayyithunge
Dhivehi Rayyithunge (DRP, Maldiviske folkparti) er det ledende oppositionsparti på Maldiverne. Partilederen er den tidligere præsident Maumoon Abdul Gayoom.
Partiet var før 2005 det eneste tillalte i landet.

## Eksterne link
- http://www.drp.org.mv Arkiveret 29. august 2012 hos  Wayback Machine

| Politisk parti | Spire Denne artikel om et politisk parti eller gruppe er en spire som bør udbygges. Du er velkommen til at hjælpe Wikipedia ved at udvide den. |